# Карликовий гримучник просяний
Карликовий гримучник просяний (Sistrurus miliarius) — отруйна змія з роду Карликовий гримучник родини Гадюкові. Має 3 підвиди.

## Опис
Загальна довжина досягає 50—70 см. Вкрай рідко — 80 см. Голова пласка, трикутна, тулуб кремезний, хвіст короткий. Має 23 спинних щитків. Забарвлення сіре або червонувате. По спині проходить рядок великих чорних плям, розділених світло—коричневими, рожевими або помаранчевими проміжками. З боків є рядки дрібніших плям.

## Спосіб життя
Полюбляє савани, дюни, змішані ліси, заплави, місцини поблизу водойм. Активний уночі. Харчується мишами, пташенятами, дрібними жабами, ящірками та комахами.
Це яйцеживородна змія. Восени самиця народжує 5—8 дитинчат.

## Отруйність
Укус може мати серйозні наслідки. В отруті його поряд з гемотоксинами є і нейротоксини, тому картина отруєння виходить складною, місцеві явища поєднуються з ураженням нервової системи. Проте смертельних випадків не буває, через тиждень настає одужання.

## Розповсюдження
Мешкає на південному сході США — від східного Техасу до Північної Кароліни та від Місурі до Флориди.

## Підвиди
- Sistrurus miliarius barbouri
- Sistrurus miliarius miliarius
- Sistrurus miliarius streckeri